# Acanthocinus obsoletus
Acanthocinus obsoletus (лат.) — вид жуков-усачей из подсемейства ламиин. Распространён в западной Канаде, западных Соединённых Штатах Америки и на Кубе. Кормовыми растениями личинок являются хвойные деревья: сосна смолистая.